# Peter Hall (Stadtplaner)

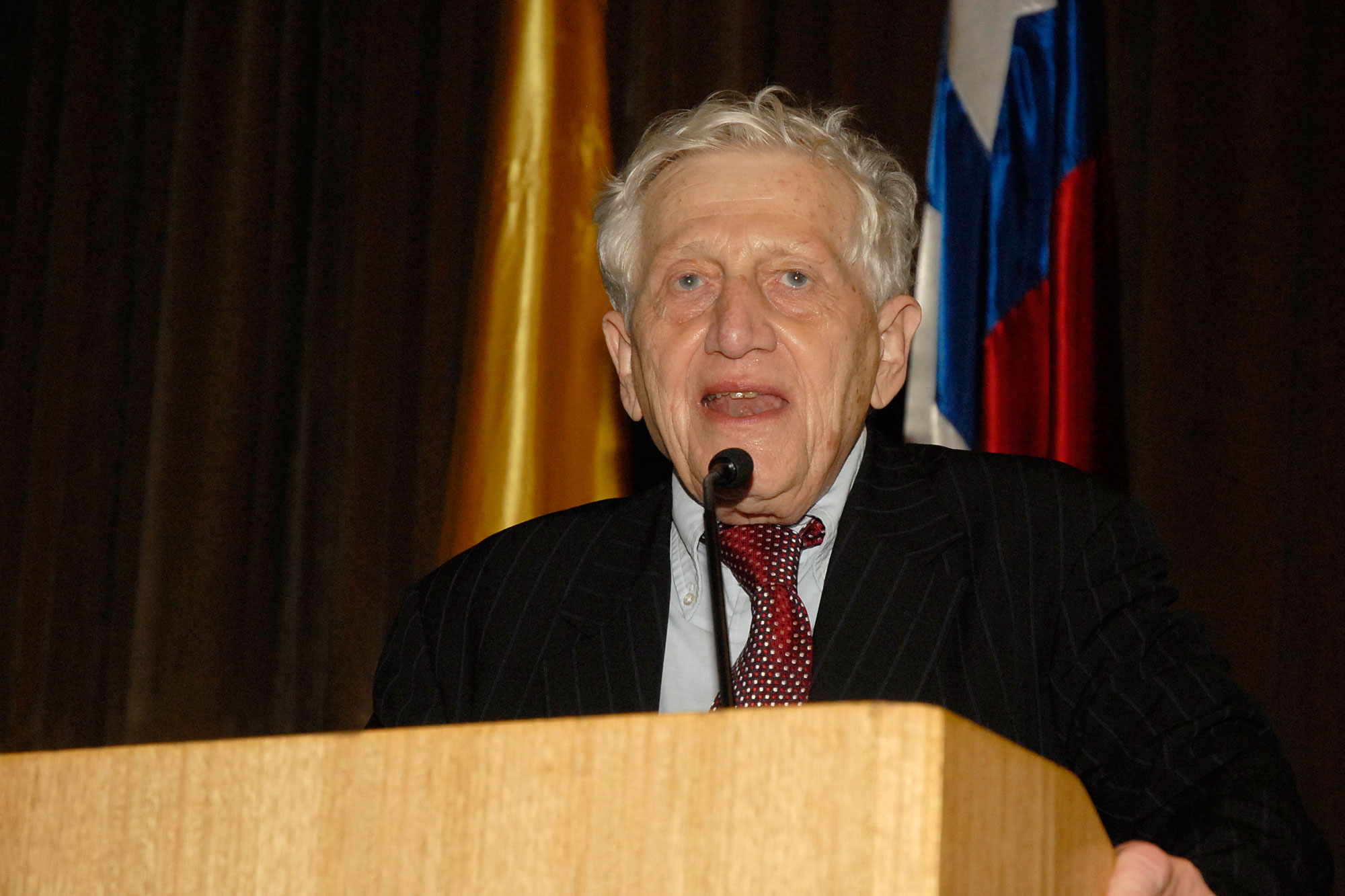
Peter Hall

Sir Peter Geoffrey Hall (* 19. März 1932 in Hampstead (London); † 30. Juli 2014 in London) war ein britischer Geograph und Hochschullehrer, der als Stadtplaner, Stadtforscher und Autor wirkte.

## Leben
Hall wurde in Hampstead im Norden Londons, England, geboren. 1940 zog seine Familie nach Blackpool, wohin sein Vater als Angestellter im Pensionsdienst versetzt wurde. Dort besuchte er die Blackpool Grammar School, absolvierte das St. Catharine’s College in Cambridge mit einem Master-Abschluss (1957) und einem Doktorgrad in Geographie (1959). 1957 wurde er Dozent für Geographie am Birkbeck College der University of London, 1966 an der London School of Economics (1966) und war von 1968 bis 1989 Professor für Geographie und Dekan der Fakultät für Stadt- und Regionalforschung an der Reading University. Während seiner Zeit in Reading lehrte er auch als Professur am Department of City and Regional Planning der University of California in Berkeley. 1992 übernahm er den Lehrstuhl für Planung und Regeneration an der Bartlett School des University College London, wo er bis zu seinem Tod tätig war. Hall war Präsident der Town and Country Planning Association, der Regional Studies Association und einer der produktivsten und einflussreichsten Stadtforscher des 20. Jahrhunderts. Er war viele Jahre lang Planungs- und Regenerationsberater für aufeinanderfolgende britische Regierungen, Sonderberater für strategische Planung der britischen Regierung (1991–1994) und Mitglied des Büros der Urban Task Force des stellvertretenden Premierministers (1998–1999).

## Werk
Hall begründete das Konzept der Industrieunternehmenszone, das von Ländern weltweit zur Entwicklung der Industrie in benachteiligten Gebieten übernommen wurde. Anlässlich einer Ansprache an das Royal Town Planning Institute 1977 entwickelte er die Idee eines „Freihafens“ in der Stadt als eine Unternehmenszone ohne Steuern oder Bürokratie nach dem Vorbild von Hongkong in den 1950er Jahren, die offen für die Einwanderung von Kapital und Menschen ist.
Durch seine Studien und Schriften zu wirtschaftlichen, demografischen, kulturellen und Managementfragen, mit denen Städte auf der ganzen Welt konfrontiert sind, machte er sich weltweit einen Namen. Peter Hall hat fast vierzig Bücher geschrieben und bearbeitet, von denen einige in viele Sprachen übersetzt wurden. 1966 gab er das von Carla Wartenberg ins Englische übersetzte Werk „Der isolierte Staat“ von Johann Heinrich von Thünen heraus, das zusammen mit dem von ihm neu edierten Werk „Garden Cities of Tomorrow“ (1902) von Ebenezer Howard eine wesentliche Grundlage seiner Forschungen über die drängenden Fragen und Aufgaben der Stadtplanung in Großbritannien, Europa und den USA wurde.
In seinem Buch „Sociable Cities“ (1998) untersucht er ausführlich das Erbe von Ebenezer Howard, dessen Garden Cities of Tomorrow die Stadtplanung des 20. Jahrhunderts wesentlich prägte und nach Ansicht von Hall wegweisend für eine künftige, notwendige, nachhaltige Entwicklung urbaner Siedlungsgefüge bleibt. Mit seinem Buch „The Containment of Urban England“ lieferte Hall 1973 eine aufschlussreiche und wegweisende Untersuchung über das britische Stadt- und Landplanungssystem vor, erforschte auf der Grundlage statistischer Erhebungen die Prozesse des städtischen Wachstums in England und Wales seit dem Zweiten Weltkrieg und beschreibt, dass die Planer das Wachstum städtischer Gebiete erfolgreich eindämmten, sich der Megalopolis widersetzten, die physische Verschmelzung von Städten und Landgemeinden verhinderten und im Zuge dieser Planungen die Suburbanisierung wie eine zunehmende Trennung von Zuhause und Arbeit förderten; denn durch das eingeschränkte Angebot an Bauland wurden der Preis für Land und Eigentum erhöht und die Qualität der zur Verfügung gestellten Wohnungen verringert.
Peter Hall war ein ausgewiesener Kritiker des modernen Städtebaus im 20. Jahrhundert. Er stellte den katastrophalen Einfluss von Le Corbusier auf die Entwicklung des Siedlungswesens in Großbritannien, Europa und den USA, der die unhygienischen Slums der Stadt des 19. Jahrhunderts beseitigte, zugleich neue baute, mit der Wohnungsnot in amerikanischen Städten und den Auswirkungen des Automobils auf die Zersiedlung in Frage und lieferte wichtige Beiträge zur Sozialgeschichte der Stadt des 20. Jahrhunderts. In „The World Cities (1966)“ beschäftigte er sich mit den sieben großen verstädterten Weltregionen, London, Paris, New York, Moskau, Tokio, und der künftigen Siedlungsentwicklung der Niederlande einschließlich der Rhein-Ruhr-Region. Er erörtert die sozialen und wirtschaftlichen Ursachen für das unaufhaltsame Wachsen dieser Ballungsräume und entwickelt Ziele, es zu meistern. Sein Opus Magnum, das Buch „Städte in der Zivilisation: Kultur, Technologie und Stadtordnung“ (1998), bietet eine vergleichende Kulturgeschichte der Städte auf der Grundlage einer modernen Sozial- und Wirtschaftstheorie und erörtert die Voraussetzungen für sozialer und kultureller Veränderungen.
Im Jahr 2000 gab Hall zusammen mit Ulrich Pfeiffer den „Weltbericht für die Zukunft der Städte URBAN 21“ im Auftrag des Bundesministers für Verkehr, Bau- und Wohnungswesen Berlin, Reinhard Klimmt, heraus.

## Privates
Hall war von 1962 bis 1966 mit Carla Wartenberg und von 1967 bis zu seinem Tod mit Magdalena Mróz verheiratet.

## Auszeichnungen
Hall wurde 1998 für Verdienste um die Town and Country Planning Association zum Ritter (Knight Bachelor) geschlagen. Er wurde 2001 mit dem Lauréat Prix International de Géographie Vautrin Lud, 2003 mit der Goldmedaille des Royal Town Planning Institute und 1988 mit der Founder’s Medal der Royal Geographical Society für seine Forschung ausgezeichnet; 2005 erhielt er den Balzan-Preis für die Sozial- und Kulturgeschichte von Städten seit Beginn des 16. Jahrhunderts. Hall hielt 14 Ehrendoktorate (DSSc University of Birmingham 1989, Ph.D. Universität Lund 1992, Litt.D. University of Sheffield 1995, Litt.D. University of Newcastle upon Tyne 1995, D.Eng. Technical University of Nova Scotia 1996, D.A. Oxford Brookes University 1997, LL.D. University of Reading 1999, D.Sc. University of the West of England 2000, LL.D. University of Manchester 2001, Litt.D. Heriot-Watt University 2002, Litt.D. London Guildhall University 2002, D.Tech. University of Greenwich 2004, DSSc Queen Mary University of London 2004, D.Sc. Loughborough University 2005). Außerdem war Hall gewähltes Mitglied der British Academy (1983), der Academia Europaea (1989) und der Österreichischen Akademie der Wissenschaften (1995).
Seine Vision von Clustern bestehender Städte und neuer Gartenstädte zur Bildung neuer dynamischer Stadtregionen im Nordwesten, in den Midlands und im Südosten Englands brachte seinem Team im Mai 2014 eine Auszeichnung beim Wolfson-Economics-Prize-Wettbewerb ein. Am 30. April 2015 widmete Transport for London einen Zug als Anerkennung seines Beitrags zur Londoner Verkehrsinfrastruktur. Der Zug mit der Nummer 378 204 ist ein London Overground-Zug mit fünf Wagen.

## Schriften (Auswahl)
- Peter Hall (2013): Good Cities, Better Lives: How Europe Discovered the Lost Art of Urbanism. London: Routledge. ISBN 978-1-134-54574-2
- Peter Hall (2007): London Voices, London Lives: Tales from a Working Capital. Bristol: Policy Press. ISBN 978-1-86134-983-5
- Nick Buck, Ian Gordon, Peter Hall, Michael Harloe, und Mark Kleinman (2002): Working Capital: Life and Labour in Contemporary London. London: Routledge. ISBN 978-0-415-27932-1
- Peter Hall, Ulrich Pfeiffer (2000): Urban Future 21: a Global Agenda for Twenty-First Century Cities. London: Routledge. (updated 2013). ISBN 978-0-415-24075-8
- Peter Hall, Colin Ward (1998): Sociable Cities: Legacy of Ebenezer Howard. Chichester: John Wiley & Sons. ISBN 978-0-471-98505-1
- Peter Hall (1998): Cities in Civilization: Culture, Technology, and Urban Order. London: Weidenfeld & Nicolson; New York: Pantheon Books. ISBN 978-0-394-58732-5
- Peter Hall, Manuel Castells: (1994) Technopoles of the World: The Making of 21st-Century Industrial Complexes. London: Routledge. ISBN 978-0-394-58732-5
- Ann Markusen, Peter Hall, Scott Campbell, und Sabina Deitrick (1991): The Rise of the Gunbelt: The Military Remapping of Industrial America. New York: Oxford University Press. ISBN 978-0-19-506648-7
- Peter Hall (1989): London 2001. London: Unwin Hyman. ISBN 978-0-04-445161-7
- Peter Hall (1988): Cities of Tomorrow: An Intellectual History of Urban Planning and Design in the Twentieth Century. Oxford: Blackwell Publishing. Reprinted 1988. Updated 1996, 2002, 2014. ISBN 978-1-118-45647-7
- Peter Hall und Paschal Preston (1988) The Carrier Wave: New Information Technology and the Geography of Innovation 1846–2003. London: Unwin Hyman. ISBN 978-0-04-445081-8
- Peter Hall, Michael J. Breheny, Ronald McQuaid, und Douglas Hart (1987): Western Sunrise: The Genesis and Growth of Britain’s Major High Tech Corridor. London: Unwin Hyman. ISBN 978-0-04-338142-7
- Peter Hall, Ann Markusen und Amy K. Glasmeier (1986): High-Tech America: The What, How, Where and Why of the Sunrise Industries. Boston: Allen & Unwin. ISBN 978-0-04-338139-7
- Michael J. Breheny, Douglas A. Hart, und Peter Hall (1986): Eastern Promise? Development Prospects for the M11 Corridor. Spatial and Economic Associates, Faculty of Urban and Regional Studies, University of Reading.
- Peter Hall und Carmen Hass-Klau (1985): Can Rail save the City? The Impact of Rail Rapid Transit and Pedestrianisation on British and German Cities. Aldershot: Gower Publishing. ISBN 978-0-566-00947-1
- Peter Hall und Dennis Hay (1980) Growth Centres in the European Urban System. London: Heinemann. ISBN 978-0-435-35380-3
- Peter Hall (1980): Great Planning Disasters. London: Weidenfeld. ISBN 978-0-520-04607-8
- Peter Hall (1975): Urban and Regional Planning. Harmondsworth/London: Penguin. Reprinted 1982; Newton Abbott, David and Charles, 1975; London: Routledge, 1992, 2002, fifth edition 2010 with Mark Tewdwr-Jones. ISBN 978-0-415-56654-4
- Marion Clawson and Peter Hall (1973): Planning and Urban Growth: An Anglo-American Comparison. Baltimore: Johns Hopkins. ISBN 978-0-8018-1496-9
- Peter Hall, mit Ray Thomas, Harry Gracey, und Roy Drewett (1973): The Containment of Urban England. London: George Allen & Unwin Ltd.; Beverley Hills: Sage Publications Inc. (Two volumes. Vol. 1: „Urban and Metropolitan Growth Processes or Megalopolis      Denied“; Vol. 2: „The Planning System: Objectives, Operations, Impacts“) ISBN 978-0-04-352066-6
- Peter Hall (1966): The World Cities. London: World University Library, Weidenfeld & Nicolson. (French, German, Italian, Spanish and Swedish translations published simultaneously) Reprinted 1977, 1983.
- Peter Hall (1963): London 2000. London, Faber & Faber. Reprinted 1969, 1971.
- Peter Hall und Ulrich Pfeiffer: Urban 21. Der Expertenbericht zur Zukunft der Städte. Stuttgart, 2000, ISBN 3-421-05422-3

### Sammelwerke
- Richard D. Knowles und Celine Rozenblat (Hrsg.): Sir Peter Hall: Pioneer in Regional Planning, Transport and Urban Geography. Springer International, Cham 2016, ISBN 978-3-319-28054-7, doi:10.1007/978-3-319-28056-1.
- Mark Tewdwr-Jones, Nicholas Phelps und Robert Freestone (Hrsg.): The Planning Imagination: Peter Hall and the Study of Urban and Regional Planning. Routledge, London 2013, ISBN 978-0-415-50608-3 (online).

### Nachrufe
- Michael Batty: Obituary—Peter Hall 1932–2014. In: Environment and Planning A. Band 46, Nr. 10, 2014, S. 2263–2267, doi:10.1068/a4610ob.
- Robert Freestone: An 'old fashioned’ geographer: An appreciation of Peter Hall (1932–2014). In: Progress in Human Geography. Band 39, Nr. 1, 2015, S. 103–114, doi:10.1177/0309132514563003.
- Michael Hebbert: Sir Peter Geoffrey Hall (1932–2014). In: Geographers: Biobibliographical Studies. Band 36, 2017, S. 11–50, doi:10.5040/9781350051010.ch-001.
- Paul Knox: Sir Peter Hall, 1932–2014: “Seize the hour and the day”. In: Urban Geography. Band 35, Nr. 8, 2014, S. 1107–1110, doi:10.1080/02723638.2014.964586.
- Nicholas A. Phelps, Mark Tewdwr-Jones: A Man for All Regions: Peter Hall and Regional Studies. In: Regional Studies. Band 48, Nr. 10, 2014, S. 1579–1586, doi:10.1080/00343404.2014.957933.